# Radiya
Radiya（ラディヤ、ラディア）は、日本の女性シンガーソングライター。愛知県名古屋市出身。

## 人物
3歳よりピアノを始め、2000年ピティナ・ピアノコンペティションソロ部門優秀賞。

2001年ヤマハピアノフェスティバル店別大会優秀賞などタイトルを獲得。 

8歳のときゴスペル音楽の指導兼ヴォーカリストである母親の影響を受け、2000年よりゴスペルクワイアとして大きな舞台に立ち、2002年には日本テレビ「新ニッポン探検隊」に出演。 また、故高円宮殿下主催の「地球子供サミット」にて歌唱。 

2004年にニュージーランドへ留学。語学力をつけ、帰国後、日本や韓国の舞台にてリードヴォーカルをつとめる。

2017年から2020年3月まで、IDEA(イディア)として活動。

2018年4月より2020年3月まで、名古屋のFM局ZIP-FM で番組「E-d:EYES」のナビゲーターを務めた。また同局の25周年アニバーサリーソング 「Always Beside You」の作詞作曲歌唱を担当する。

日本テレビ「24時間テレビ～愛は地球を救う～」などのライブに多数出演。

2018年　日本テレビ「バズリズム 02」で1st ミニアルバムタイトル曲「Always Beside You」が、俳優中村倫也が選ぶBEST3に選ばれ、1週目は第2位、2週目には第1位として取り上げられる。 

2020年8月31日、「Radiya」に改名。

## 略歴
2017年9月、IDEAとしてメジャーデビュー。1stシングル「 I’m Thirsty ~渇き~」をユニバーサルミュージックより発売。

2018年4月より2020年3月まで、名古屋のFM局ZIP-FM で番組「E-d:EYES」のナビゲーターを務めた。2018年同局の開局25周年アニバーサリーソングに、作詞作曲し自身が歌唱の｢Always Beside You｣が選ばれた。

2018年9月26日、1stアルバム｢I｣をユニバーサルミュージックより発売 

2019年4月3日、全国専門学校広報研究会CMソング「未来へ」発表

2019年10月11日、2ndアルバム｢Safe Spot｣をユニバーサルミュージックより発売 

2020年8月31日、Radiyaに改名。新曲「A-TA-SHI」をYouTubeにて配信リリース。

2020年12月31日、同年11月のダンス公演｢座・HOLE｣(24時間テレビ「ダンス甲子園」優勝、スタードラフト会議「スタドラダンスグランプリ」優勝などの経歴をもつダンスチームBarnBeatが主催)
のために作詞作曲歌唱したテーマ楽曲｢The HOLE｣のミュージック・ビデオをYouTube配信リリース。
制作スタッフにさまざまなメジャーアティストに曲提供をする岩井レナト、グラミー賞受賞経歴を持つマスタリングエンジニアBrendan Duffey、ギタリストには三浦大知やTani Yuukiのサポートを務めたエリアス・チアゴを迎えた。ビデオには、ダンス公演｢座・HOLE｣出演ダンサーが参加。

2021年2月より、MID-FM 「Brand New Door｣にレギュラー出演。共演者は、おーた社長(アメリカンガレージ名古屋代表)、Raiki(シンガーソングライター、ギタリスト)。

2021年3月、母親(Deborah デボラ)と、ゴスペル親子デュオ「1＋1｣(ワンプラスワン)を結成。

2021年11月18日、名古屋市金山駅前で行った路上ライブで｢聴衆が100人集まるまで路上ライブを続ける｣と宣言。これは、旧名IDEA時代に同様の目標を掲げていた事の再挑戦。

2021年12月25日、同年12月のダンス公演｢座MASK｣(ダンスチームBarnBeatが主催)
のために作詞作曲歌唱したテーマ楽曲｢The MASK｣を配信リリース。制作スタッフ、ギタリストには1年前リリースした｢The HOLE｣と同じメンバーを迎える。

2022年12月17日18日、｢座MAGIC｣(ダンス公演)愛知県芸術劇場小ホール)に出演、歌唱。

2023年2月25日 ｢Brand New Door｣の生放送中に、2023年3月25日の生放送出演をもって当番組卒業を発表。

2024年2月、アレンジバンド「selegna solt｣(セレニャソルト)を結成。ボーカルを担当。

2024年8月より路上ライブを本格的に再開

2024年10月｢Nagoya POP UP ARTIST｣にゴスペルデュオ「1＋1｣(ワンプラスワン)が認定される

## 配信リリース
| リリース日     | タイトル   | 備考    |
| -------------- | ---------- | ------- |
| 2020年 8月31日 | A-TA-SHI   | YouTube |
| 2020年12月31日 | The HOLE   | YouTube |
| 2021年12月25日 | The MASK   |         |
| 2021年12月25日 | The HOLE   |         |
| 2024年9月7日   | A・TA・SHI |         |

## 主なメディア出演
- MID-FM 「Brand New Door｣初期メンバー（出演期間2021年2月6日〜2023年3月25日）(番組は2023年12月23日終了)
- 2022年10月2日 ｢Brand New Door｣の初公開収録にレギュラーメンバーとして出演。ゲストは大前りょうすけ。
- 2023年2月25日 ｢Brand New Door｣の生放送中に、2023年3月25日の生放送出演をもって当番組を卒業する事を発表。

## 主なライブ出演
- ｢フューズinライブ｣(2020年8月30日国際クリスチャンバプテスト教会(蒲郡市))に出演。｢Radiya｣に改名を発表。
- ｢LISTEN TO THE MUSIC｣(Raiki & tantalus bandワンマンライブ 2021年5月23日BLcafe名古屋市今池)にてゲストシンガーとして出演
- 2021年11月14日名古屋市栄希望の広場にてRadiyaに改名後初の路上ライブ。ダンスチームBarnBeat他のダンサーが参加。
- 2021年11月18日名古屋市金山駅南口にてRadiyaに改名後初のソロでの路上ライブ。｢聴衆が100人集まるまで路上ライブを続ける｣という意向
- レギュラー出演ラジオ番組 Brand New Door公開録音 (2022年10月2日名古屋市ミュージックホール奏)でミニライブ
- 2022年10月22日｢イッチーまつり｣(東海テレビ放送主催、名古屋市栄エンゼル広場にて)で歌唱。ダンスチームBarnBeatが共演。
- 2023年7月16日｢Black is Beautiful Vol.3｣Hail Mary.主催(Club Zion(名古屋市))に出演。
- 2023年12月3日、Street Sessionを名古屋市栄の噴水広場にて行う。以降、月1回ほど不定期にて行なっている。
- 2024年2月5日、新たに命名したアレンジバンド「selegna solt｣(セレニャソルト)のボーカルとしてStreet Sessionを名古屋市栄の噴水広場にて行う。
- Music Museum MUSIC & FASHION COLLECTION (2024年3月31日、イオンモール豊川(愛知県豊川市)1周年記念イベント)にてライブを行い、ステージMCも務める。
- 2024年8月23日よりソロでのストリートライブを再開。週1回のペースで行うと発表。
- ｢鍵音×TOKAI Vol.1｣ (2024年9月7日、名古屋ReNY limited)にて歌唱、同ステージのMCも務める。
- 2024年10月12日、アレンジバンドselegna soltのボーカルとして中村文化小劇場(名古屋市)で歌唱
- ｢トリクマフェスティバル 2025｣ (2025年3.月16日、モビリティゲート吹上(名古屋))にて音楽劇ステージ出演。脚本も担当。他に出演者は東京事変のドラマー刃田綴色、ギタリストKaio
- 2025年4月27日、セッションバンドselegna soltのボーカルとしてAnn Cafe&Bar(名古屋市)で歌唱

### 1＋1でのライブ出演
1＋1(ワンプラスワン)はRadiyaとDeborah (デボラ)によるゴスペルデュオ、DeborahはRadiyaの母親
- 2021年3月20日、cafe HOPE(豊田市)にて、ゴスペル親子デュオ「1＋1｣(ワンプラスワン)として初ライブ
- 文化交流イベント｢西尾PORTO｣(2021年7月23日道の駅にしお岡ノ山遊ぼっ茶広場)にてゴスペルデュオ1＋1(ワンプラスワン)として出演。ステージ司会も務める
- ｢とっておきの音楽祭in名古屋｣(2021年8月1日名古屋市栄オアシス21)にてゴスペルデュオ1＋1(ワンプラスワン)として出演
- ｢もんじゅさま縁日｣(2021年9月25日)財賀寺(豊川市)にてゴスペルデュオ1＋1(ワンプラスワン)として出演。
- ｢蒲郡市音楽祭｣(2021年10月9日)海陽ヨットハーバー(蒲郡市)にてゴスペルデュオ1＋1(ワンプラスワン)として出演。
- 2022年1月29日、cafe HOPE(豊田市)にて、ゴスペルデュオ「1＋1｣(ワンプラスワン)として出演。新曲オリジナルゴスペルも歌唱。ステージの模様はYouTubeで生配信された。
- 2022年6月12日、蒲郡市音楽祭(豊田自動織機海陽ヨットハーバー(蒲郡市))にて、ゴスペルデュオ「1＋1｣(ワンプラスワン)として出演。
- 2022年11月5日、Hekipro presents LIVE(Music Bar Encourage(安城市))にて、ゴスペルデュオ「1＋1｣(ワンプラスワン)として出演。
- ｢Love Nagoya(らぶなご)｣(2023年3月30日～4月2日名古屋市栄オアシス21)にてゴスペルデュオ1＋1(ワンプラスワン)として出演。
- 2023年6月11日国際クリスチャンバプテスト教会(蒲郡市にてゴスペルデュオ「1＋1｣(ワンプラスワン)として出演。
- 2023年6月11日、蒲郡市音楽祭(豊田自動織機海陽ヨットハーバー(蒲郡市))にて、ゴスペルデュオ「1＋1｣(ワンプラスワン)として出演。
- 2023年8月6日国際クリスチャンバプテスト教会(蒲郡市にてゴスペルデュオ「1＋1｣(ワンプラスワン)として出演。
- 歌と踊りのステージ｢ここDe。｣(2023年10月7日刈谷ハイウェイオアシス)にてゴスペルデュオ1＋1(ワンプラスワン)として出演。ステージ司会も務める。
- 2023年11月23日、ONE VOICE GOSPEL FESTA(波の上うみそら公園(那覇市))にて、ゴスペルデュオ「1＋1｣(ワンプラスワン)として出演。
- 2023年12月3日、イオンモール de CHRISTMAS MARKET(イオンモール豊川(豊川市))にて、ゴスペルデュオ「1＋1｣(ワンプラスワン)として出演。
- 2024年3月30日｢GOSPEL FESTA 2024｣(国際クリスチャンバプテスト教会(蒲郡市))にてゴスペルデュオ「1＋1｣(ワンプラスワン)として出演。
- 2024年6月2日｢手羽先サミット｣(久屋大通公園(名古屋市))にてゴスペルデュオ「1＋1｣(ワンプラスワン)として出演。
- 2024年6月16日｢ONE VOICE GOSPEL FESTA｣(新とよパーク 愛知県豊田市)にてゴスペルデュオ「1＋1｣(ワンプラスワン)として出演。
- 2024年9月16日｢Worship Festival｣(ライブチャーチ寸座 静岡県浜松市)にてゴスペルデュオ「1＋1｣(ワンプラスワン)として出演
- 2024年9月29日 姫路市にて行われた宝塚歌劇団元団員の追悼コンサートでゴスペルデュオ「1＋1｣として出演
- 2024年10月｢Nagoya POP UP ARTIST｣にゴスペルデュオ「1＋1｣(ワンプラスワン)が認定される
- 2024年10月13日、29日 財賀寺(豊川市)開創1300年御開帳法要でのパフォーマンス奉納で歌唱
- 2024年10月20日 ｢ここDE。in Pitch FM 刈谷HighwayOasis｣ (愛絆KOKO主催) (刈谷パーキングエリア内エフエムキャッチスタジオステージ) に出演
- 2024年11月2日 ｢能登半島被災地復興支援ゴスペルコンサート&チャリティーバザー｣(沖縄県 嘉手納総合運動場 EMPOWERING JAPAN主催)に出演歌唱
- 2024年11月10日 名古屋ポップアップアーティストとして初ライブ(ナディアパーク、名古屋市中区)　以降、名古屋市内指定各所にて不定期開催
- 2024年11月30日 ｢とっておきの音楽祭｣(名古屋市 久屋大通公園 に出演
- ｢とっておきの音楽祭in岐阜｣(2025年5月17日)に出演
- 2025年5月24日 ｢ONE VOICE GOSPEL FESTA｣(豊田市 鞍ケ池公園 に出演
- 2025年5月24日 ｢にしうライブ×漁港フェスタ｣(蒲郡市 西浦知柄漁港 に出演
- 2025年5月31日、6月1日｢手羽先サミット｣(久屋大通公園(名古屋市))に出演
- 2025年6月7日｢Lakeside Market｣(ライブチャーチ寸座 静岡県浜松市)に出演
- 2025年7月26日 ｢ふみのゆ夏祭り｣(名古屋市 昭和区富美の湯) に出演

## 主な舞台出演
- 座HOLE(ダンス公演) (2020年11月14日15日、愛知県芸術劇場小ホール)にてゲストシンガーとして歌唱、テーマ曲｢The Hole｣を作詞作曲
- 座MASK(ダンス公演) (2021年12月25日26日、愛知県芸術劇場小ホール)にてゲストシンガーとして歌唱、テーマ曲｢The MASK｣を作詞作曲
- 座MASK(ダンス公演ショートバージョン) (2022年5月23日(愛知県飛島村にて)　飛島学園の芸術鑑賞会公演に出演、歌唱。
- 座MAGIC(ダンス公演) (2022年12月17日18日、愛知県芸術劇場小ホール)に出演、歌唱。
- ｢トリクマフェスティバル 2025｣ (2025年3.月16日、モビリティゲート吹上(名古屋))にて音楽劇ステージ出演。脚本も担当。他に出演者は東京事変のドラマー刃田綴色、ギタリストKaio

## 主なMC出演
- Music Museum スーパーダンス・メガパーティ(2023年8月20日、大垣市)にてステージMCを務める。同ステージにてミニライブも行う。
- Music Museum PERFORMANCEコンテスト(2023年11月4日、三重県東員町)にてステージMCを務める。
- Music Museum Special Performance Stage 2023 出演オーディション(2023年11月11日、岐阜県土岐市)にてステージMCを務める。同ステージにてミニライブも行う。
- Music Museum Special Performance Stage 2023 (2023年12月10日、岐阜県土岐市)にてステージMCを務める。
- Music Museum MUSIC & FASHION COLLECTION (2024年3月31日、イオンモール豊川(愛知県豊川市)1周年記念イベント)にてステージMCを務め、同ステージにてライブも行う。
- Dance Generation vol.4 in イオンモール名古屋茶屋(2024年4月13日、名古屋市港区)にてダンサーYuki Shibuyaと共にステージMCを務める。
- ｢TOKAI DANCE Challenge Cup 2024 in 三重｣(2024年6月8日イオンモール東員、7月14日イオンモール鈴鹿、7月20日イオンモール津南、8月17日イオンモール津南)にてステージMCを務める。
- ｢ 鍵音×TOKAI Vol.1｣ (2024年9月7日、名古屋ReNY limited)にてステージMCを務める。同ステージにてオープニングアクトとして歌唱する。

## その他の活動
- アメリカンガレージ名古屋のラジオコマーシャル、インターネットコマーシャルに出演。それを期に他社のコマーシャルナレーションも行う
- レギュラー出演ラジオ番組 ｢Brand New Door｣オリジナルTシャツのイラスト制作、ジャンブルベース(旧店名アメガレ雑貨店)より2022年10月4日発売開始
- オリジナルTシャツを販売するジャンブルベース(旧店名アメガレ雑貨店)のECサイトで2024年4月から着用モデルを務める。